# José Manuel Contreras
José Manuel Contreras (né le 19 janvier 1986 à Jutiapa au Guatemala) est un joueur de football international guatémaltèque, qui évolue au poste de milieu de terrain.

## Biographie

### Carrière en sélection
Avec l'équipe du Guatemala, il joue 54 matchs (pour 5 buts inscrits) depuis 2006. 
Il figure notamment dans le groupe des sélectionnés lors des Gold Cup de 2007 et de 2011.

## Palmarès
Comunicaciones
- Championnat du Guatemala (4) :
  - Champion : 2010 (Ouverture), 2011 (Clôture), 2012 (Ouverture) et 2013 (Clôture).